# Septembre 1955

## Évènements
- 6 septembre : Shukri al-Kuwatli redevient chef de l’État en Syrie (fin en 1958).

- 9 septembre : rétablissement des relations diplomatiques entre l'URSS et la RFA.

- 11 septembre (Formule 1) : Grand Prix automobile d'Italie.

- 13 septembre : Saïd al-Ghazzi, Premier ministre de Syrie.

- 19 septembre : en Argentine, chute du président Juan Perón, renversé par un coup d’État militaire. Il est forcé à l’exil.

- 20 septembre : 
  - abolition du régime d'occupation en Allemagne de l'Est. L’URSS offre une certaine indépendance économique à la RDA, renonçant aux dommages de guerre tout en conservant un important contingent de troupes sur le sol allemand.
  - Premier vol du prototype 01 du Nord 1500 Griffon II alors dépourvu de statoréacteur.

- 23 septembre : dictature d'Eduardo Lonardi en Argentine.

- 23 - 24 septembre : malaise cardiaque du président Eisenhower. Le vice-président Richard Nixon exerce le pouvoir.
- 26 septembre : Manifeste des 61 en Algérie.

- 27 septembre : Nasser annonce l'armement de l'Égypte par l'URSS.

## Naissances
- 5 septembre : El Hachemi Djaâboub, homme politique algérien.
- 6 septembre : Carl E. Walz, astronaute américain.
- 7 septembre : Mira Furlan, actrice croate († 20 janvier 2021).
- 10 septembre : Nicole Sarkis, karatéka française.
- 14 septembre :
  - Maria Bernasconi, femme politique suisse membre du Parti socialiste.
  - Geraldine Brooks, journaliste et écrivaine australienne.
  - Paula Dobriansky, conseillère en politique étrangère américaine.
  - Robert W. Dudley, homme d'affaires américain.
  - Guðjón Þórðarson, joueur et entraîneur de football islandais.
  - Olivier Roellinger, chef cuisinier et homme d'affaires français.
  - Dirk Wayenberg, coureur cycliste et directeur sportif belge († 15 mars 2007).
  - Léon XIV, prélat catholique, pape actuel.
- 17 septembre : Charles Martinet, acteur américain, connu pour avoir prêté sa voix à quelques personnages de Super Mario.
- 19 septembre : Rebecca Blank, économiste et femme politique des États-Unis († 17 février 2023).
- 21 septembre : 
  - Richard J. Hieb, astronaute américain.
  - François Cluzet, acteur français.
- 25 septembre :  Zucchero, chanteur italien.
- 28 septembre : Stéphane Dion, chef du Parti libéral du Canada de 2006 à 2008.
- 29 septembre : Ann Bancroft, enseignante et exploratrice polaire américaine.

## Décès
- 4 septembre : René Péan, peintre français (° 1er juillet 1875).
- 30 septembre : James Dean, acteur américain, dans un accident de voiture à l'âge de 24 ans. Le 22 septembre, il tournait la dernière scène de sa vie dans le film Géant.